# إسلي (قرية)
إسلي هي جماعة قروية مغربية تقع ضمن عمالة وجدة أنكاد، بجهة الشرق، وحسب إحصاء 2014 فإن عدد سكانها يبلغ 6710 نسمة